# Kastanienmantel-Zwergkauz
Der Kastanienmantel-Zwergkauz (Glaucidium castanotum, Syn.: Glaucidium castanonotum, Fehlschreibung, Taenioglaux castanonota), auch Sri Lanka-Sperlingskauz, Kastanienrückenkauz oder Kastanienmantelkauz genannt, ist eine Vogelart aus der Familie der Eigentlichen Eulen (Strigidae).
Diese Art wird von einigen Autoren zusammen mit weiteren der Gattung Taenioglaux zugerechnet.
Der Kastanienmantel-Zwergkauz ist möglicherweise eng verwandt mit dem Dschungelzwergkauz. Er wurde früher als dessen Unterart oder des Kuckuckszwergkauzes angesehen.
Die Art ist endemisch in Sri Lanka.
Ihr Verbreitungsgebiet umfasst feuchte Waldgebiete vom Tiefland bis in etwa 1950 m Höhe.

## Beschreibung
Der Kastanienmantel-Zwergkauz ist 17 bis 19 cm groß, wiegt um die 100 g, die Flügelspannweite beträgt 122 bis 137 mm, der Schwanz ist 56 bis 70 mm lang. Das Weibchen ist größer und schwerer als das Männchen.
Dieser kleine Kauz ist charakterisiert durch eine dunkelgraue Brust mit schmalen weißen Bändern und heller kastanienbrauner Oberseite mit rotbrauner bis schwarzer Bänderung. Das Gesicht ist wenig strukturiert, die Augen sind hellgelb, die Wachshaut ist grau bis grünlich-weiß, der Schnabel ist gelb- oder grünlich. Der dunkelbraune Kopf hat schmale rotbraune bis ockerfarbene Bänder. Der Nacken ist flächig weiß, auf der Brustseite schließt sich ein Brustband an. Die Unterseite ist hell mit schwärzlichen Streifen. Die Zehen sind gelblich-olive mit einzelnen Borsten.

## Stimme
Der Ruf des Männchens wird als kurze Reihe von leise beginnenden, dann lauter werdenden, 4–9 weittragenden Tönen „krrraw“ und als melodisch schnurrendes Vibrato „kwurrkwurrkwurrkwurr“ beschrieben.

## Lebensweise
Die Nahrung besteht hauptsächlich aus Insekten, auch Mäusen, Eidechsen und kleinen Vögeln. Der Vogel ist tagaktiv und hält sich meistens in den Kronen hoher Bäume auf.
Die Brutzeit liegt zwischen März und Mai, die Nester werden in natürlichen oder von Spechten oder Bartvögeln angelegten Baumhöhlen angelegt. Meist werden zwei ovale Eier von etwa 35 × 28 mm Größe gelegt.

## Gefährdungssituation
Die Kastanienmantel-Zwergkauz gilt als gering gefährdet (near threatened) aufgrund von Habitatverlust.